# Pithecheir melanurus
Pithecheir melanurus es una especie de roedor de la familia Muridae.

## Distribución geográfica
Se encuentra sólo en Indonesia.